# Lips Don't Lie
Lips Don't Lie è un singolo della cantante statunitense Ally Brooke, pubblicato il 24 maggio 2019 dalla Atlantic Records.
La canzone è stata scritta da Artist Dubose, Oscar Görres, Brooke, Elof Loelv e Madison Love e prodotta da Loelv e Görres.

## Antefatti
La cantante ha dichiarato di aver ascoltato la canzone per la prima volta ad agosto 2018, e, dopo aver ascoltato i primi secondi, voleva già registrarla. L’ha poi registrata il 29 ottobre 2018.

## Descrizione
Billboard ha scritto che è una canzone midtempo con un beat guidato dal piano insieme alla voce affumicata della cantante. Brooke ha detto che la canzone parla del “bacio dell’amante che rivela tutto” mentre la parte del rapper parla di una storia diversa, di gelosia e di sentimenti feriti.

## Video musicale
Il video musicale è stato pubblicato insieme al singolo, il 24 maggio 2019.

## Classifiche

### Classifiche settimanali
| Classifica (2019-21) | Posizione massima |
| -------------------- | ----------------- |
| Belgio (Vallonia)    | 83                |
| Romania              | 4                 |
| Ucraina              | 10                |

### Classifiche di fine anno
| Classifica (2020) | Posizione |
| ----------------- | --------- |
| Romania           | 16        |
| Classifica (2022) | Posizione |
| Ucraina           | 120       |